# Baby I
«Baby I» ― сингл американской певицы Арианы Гранде с её дебютного студийного альбома Yours Truly (2013). Песня была выпущена лейблом Republic Records 22 июля 2013 года в качестве второго сингла с альбома. Она содержит ритм, вдохновленный 90-ми годами. Текст песни о том, что ты не можешь полностью выразить свои чувства к тому, кого любишь. Песня была хорошо принята музыкальными критиками, которые оценили вокал Гранде и сравнили её с Мэрайей Кэри.
Песня была передана на Contemporary hit radio в США 8 августа 2013 года. Коммерчески он дебютировал в Billboard Hot 100 под номером 21, главным образом, благодаря высоким цифровым продажам, 141 000 копий, в течение первой недели и оставался в чартах в течение четырёх недель подряд. Сингл также попал в двадцатку чарта Hot Dance Club Songs и в первую тридцатку Rhythmic Airplay Chart. На международном уровне запись заняла 67-е место в Австралии, 57-е в Канаде и 39-е в Нидерландах, достигнув при этом шестого места в Японии, став первым синглом Гранде из топ-10 в этом регионе и получив золотую сертификацию в Японии. «Baby I» также получил платиновый сертификат RIAA.

## История создания
Песня была написана Кеннетом Эдмондсом, широко известным как Бэбифейс, Антонио Диксоном и Патриком Смитом. Она изначально была написана для Бейонсе, однако та отказалась от неё. Во время сессий в студии звукозаписи Brandon’s Way в Лос-Анджелесе Бэбифейс сыграл песню Гранде и она сразу же согласилась записать песню. Сингл был выпущен в США в формате цифровой загрузки 22 июля 2013 года лейблом Republic Records и был отправлен на радио современных хитов США 6 августа 2013 года тем же лейблом.
Гранде также высказала мнение, что «Baby I» была более утонченной и зрелой и продемонстрировала свою музыкальность и вокал больше, чем её предыдущий хитовый сингл «The Way», что было частью того, что заставило её с нетерпением выпустить песню. Она была выпущена в качестве бонус-трека к японской версии второго альбома Гранде My Everything с участием японского музыканта Таро Хакасе. В песне представлены новые аранжировки в фоновом инструментальном сопровождении, Хакасе играет на скрипке в течение всей песни.

## Видеоклип
Съемки клипа на песню состоялись 28-29 июля 2013 года. Гранде намекнула, что видео перенесется в 1990-е годы и что там будет много цвета и много мешковатой одежды. Тизерное видео было опубликовано на личном канале Гранде на YouTube 5 сентября 2013 года. Официальное музыкальное видео было выпущено 6 сентября 2013 года на её аккаунте Vevo. 13 июля 2015 года видео превысило 100 миллионов просмотров, что сделало его седьмым музыкальным видео Гранде, сертифицированным Vevo. К июлю 2018 года оно было просмотрено на Vevo более 155 миллионов раз.

## Чарты
| Чарт(2013-14)                       | Высшая позиция |
| ----------------------------------- | -------------- |
| Australia (ARIA)                    | 67             |
| Канада (Billboard Canadian Hot 100) | 57             |
| Япония (Billboard Japan Hot 100)    | 6              |
| Netherlands (Dutch Tipparade)       | 39             |
| UK Singles (OCC)                    | 145            |
| Великобритания (OCC UK Hip Hop/R&B) | 26             |
| США (Billboard Hot 100)             | 21             |
| США (Billboard Dance Club Songs)    | 18             |
| США (Billboard Rhythmic)            | 28             |

| Чарт(2014)            | Позиция |
| --------------------- | ------- |
| Japan (Japan Hot 100) | 38      |

## Сертификации
| Регион | Сертификация | Продажи   |
| --- | ------------ | --------- |
| Япония (RIAJ) · Digital | Золотой      | 100 000*  |
| США (RIAA) | Платиновый   | 1 000 000 |
| * Данные о продажах приведены только на основе сертификации. · Данные о продажах + прослушиваниях приведены только на основе сертификации. |              |           |